# Krupp Germaniawerf

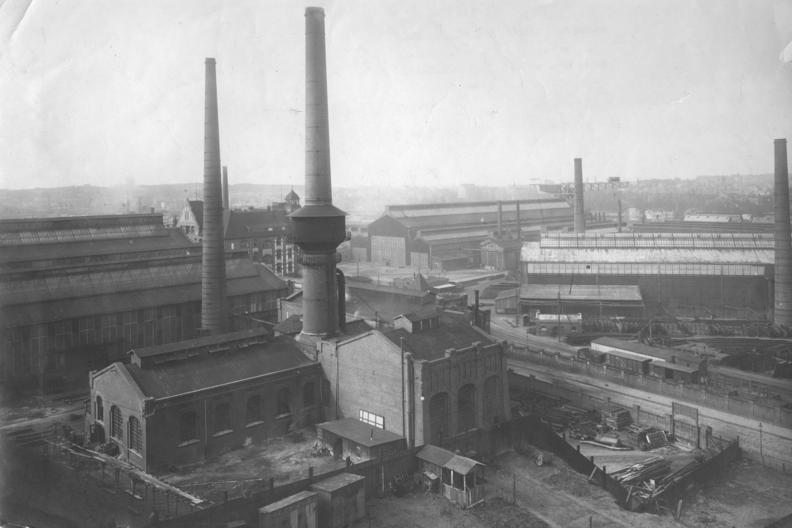
Friedrich Krupp Germaniawerft in 1921

De Friedrich Krupp Germaniawerf was een Duitse scheepswerf die zich ook bezighield met het produceren van rails en het bouwen van wapens zoals artillerie. Het was een van de belangrijkste scheepswerven voor duikboten van de Kriegsmarine.

## Geschiedenis
De werf werd in 1867 in Gaarden bij Kiel gesticht als Norddeutsche Schiffbaugesellschaft. In 1879 werd de werf verkocht en als Germaniawerft voortgezet, tot de werf in 1896 door Krupp werd overgenomen.
Na de oorlog werd de gedeeltelijk verwoeste Germaniawerf als een van de eerste werven ontmanteld. Woedende protesten van de bevolking van de zwaar gebombardeerde stad Kiel waren het gevolg. De werf werd afgebroken en niet meer herbouwd. Aan het eind van de jaren zestig verwierf Howaldtswerke-Deutsche Werft (HDW) het werfterrein. Tot de dag van vandaag worden hier onderzeeërs gebouwd.

## Producten
In 1908 bouwde de Germaniawerf voor Gustav Krupp von Bohlen und Halbach de schoener Germania, naar een ontwerp Max Oertz. Dit was het eerste zeiljacht van deze grootte dat in Duitsland werd gebouwd. Tijdens de Eerste Wereldoorlog bouwde de Germaniawerf duikboten. Na de oorlog werd er onder andere de viermastbark Magdalene Vinnen II gebouwd.

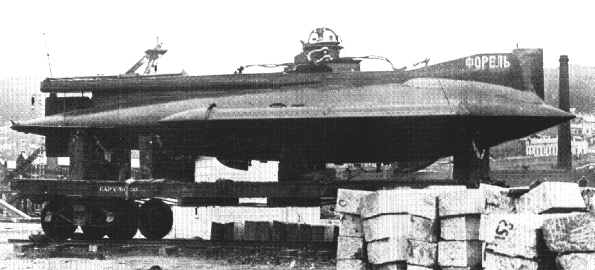
Forelle-onderzeeboot op een treinstel

Voor de Eerste Wereldoorlog heeft de werf vele schepen gebouwd voor de Kaiserliche Marine. Hiertoe behoorde – onder andere - het kustpantserschip SMS Siegfried (te water gelaten 1889), het pantserschip SMS Wörth (1892), de slagschepen SMS Kaiser Wilhelm der Große (1899), SMS Zähringen (1901), SMS Braunschweig (1902) SMS Hessen (1903), SMS Deutschland (1904) en SMS Schleswig-Holstein (1906). In 1902 werd een van de eerste onderzeeboten, de Forelle in Duitsland gebouwd. Deze werd later door de Russische marine overgenomen. In 1905 werd de eerste onderzeeboot door de Kaiserliche Marine in de vloot opgenomen, de SM U 1 ofwel Seiner Majestät Unterseeboot 1.
Voor en gedurende de Tweede Wereldoorlog was de Germaniawerf een belangrijke leverancier van de Kriegsmarine omdat Kiel een belangrijk marinesteunpunt was. De werf was de bouwplaats van de zware kruiser Prinz Eugen, maar de werf specialiseerde al snel in onderzeeboten. In de loop van de oorlog werden er totaal 131 duikboten gebouwd (type II, VII, XB, XIV, XVII, XXIII). Van de VII werden er 61 op de werf gebouwd, maar nog eens 600 stuks zijn in licentie op andere werven gebouwd. Er waren nog 240 stuks besteld. In 1944 telde de werf meer dan tienduizend arbeiders; hiervan was elf procent dwangarbeider. De werf was technische verouderd in 1943 en werd niet meer gebruikt voor de bouw van nieuwe grote onderzeeboten. De technische kennis bleef behouden en was zeer waardevol, de werf had een belangrijke bijdrage geleverd aan de ontwikkeling van de snuiver, waarmee onderzeeboten onder water de accu's konden opladen, en aan pompen die weinig geluid maakten.

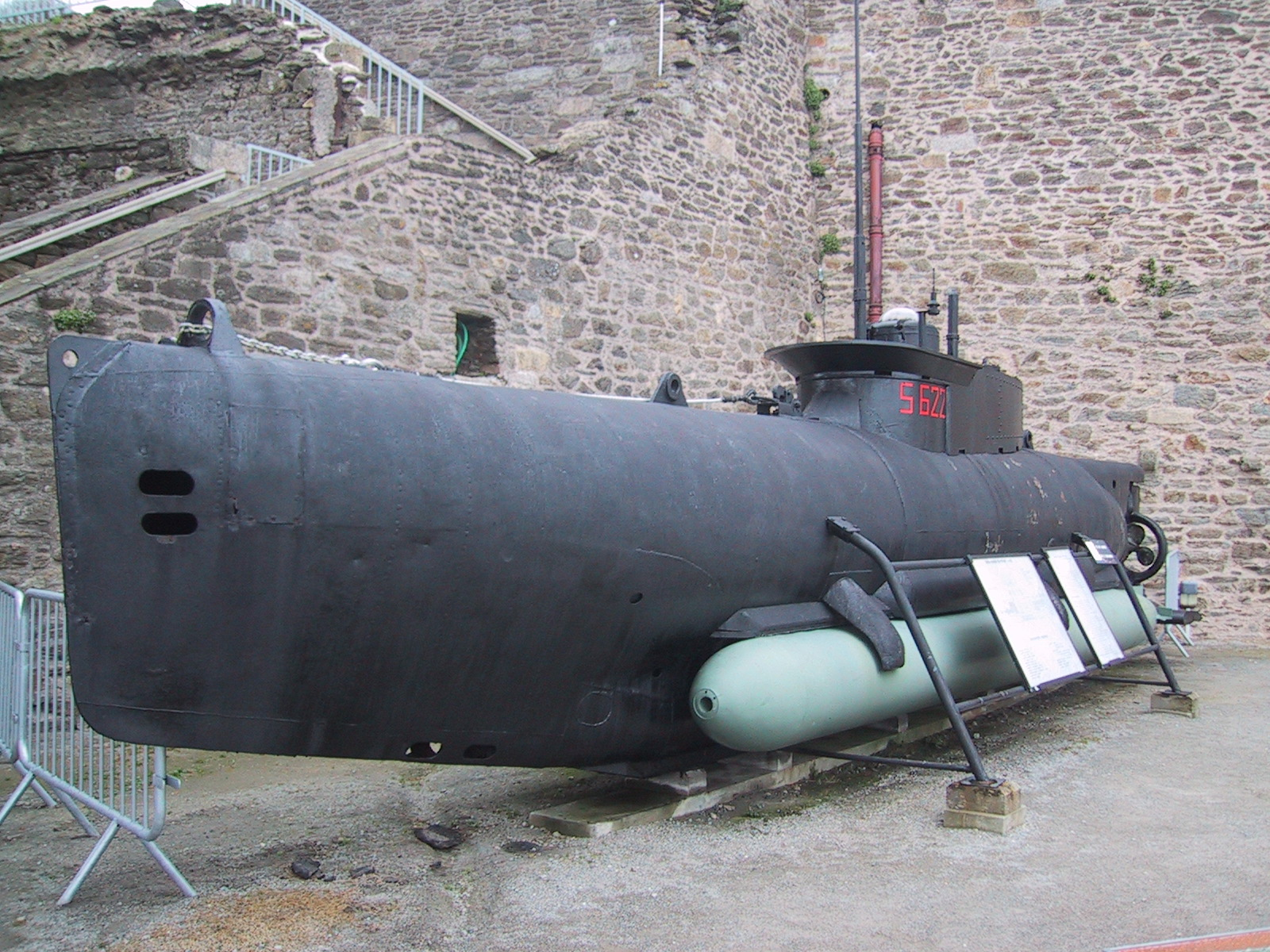
Seehund

Aan het einde van de oorlog lag de nadruk op de bouw van mini-onderzeeboten. Zo'n 53 stuks werden gemaakt van de Hecht, een elektrisch aangedreven onderzeeboot van 10 ton. Vanwege de lage snelheid zijn deze nooit ingezet. Verder werden 147 exemplaren van het Type 127 Seehund geleverd. Deze hadden een dieselmotor en konden twee torpedo's meenemen. Deze zijn nog ingezet om te verhinderen dat de geallieerden gebruik konden maken van de haven van Antwerpen. Op 26 april 1945 liep de U-4714 van stapel. Dit was de allerlaatste duikboot die op de Germaniawerf is gebouwd. Voor hij bij de Kriegsmarine in dienst kon worden gesteld was de oorlog afgelopen. De bekendste duikboot die op de Germaniawerf is gebouwd, is de U-96. Ook de U-47 en de U-99 werden hier gebouwd.
Tijdens de oorlog was de werf een belangrijk doelwit voor bombardementen. De werf was doelwit in 24 gerichte acties, waarbij in totaal zo'n 4.000 ton bommen zijn afgeworpen. De werf was relatief dichtbebouwd en veel gebouwen zijn door de luchtaanvallen afgebrand. Het effect op de bouw van onderzeeboten bleef beperkt doordat de zwaarste luchtaanvallen werden uitgevoerd na 1942.